# Pigasus Award
Der Pigasus Award ist eine ironische Ehrung, die vom Bühnenzauberer James Randi verliehen wurde. Der Preis wurde für Betrügereien mit angeblich parapsychologischem Hintergrund und für Wissenschaftler, Behörden und Medien vergeben, die nach Meinung Randis „okkulte und pseudowissenschaftliche Aussagen“ verbreiten oder unterstützen. Die Auswahl traf James Randi persönlich, die Preisträger wurden am 1. April bekannt gegeben.

## Geschichte
Der Preis hieß ursprünglich Uri Award nach Uri Geller und wurde zum ersten Mal im Anhang von Randis Buch Flim-Flam! verliehen. Das Buch von 1982 listete die „Honorierten“ von 1979 bis 1981 auf.
In dem Buch Flim Flam! bemerkt Randi sarkastisch:

“The trophy consists of a stainless-steel spoon bent in a pleasing curve (paranormally, of course) and supported by a base of plastic. Please note that the base is flimsy and quite transparent. I am personally responsible for the nomination of the candidates. The sealed envelopes are read by me, while blindfolded, at the official announcement ceremony on April 1. Any baseless claims are rationalized in approved parapsychological fashion, and the results will be published immediately without being checked in any way. Winners are notified telepathically and are allowed to predict their victory in advance.”

„Die Trophäe besteht aus einem Edelstahl-Löffel, der in eine ansprechend geformte Kurve gebogen wurde (natürlich auf paranormale Weise) und der auf einer Plastikbasis ruht. Beachten Sie bitte, dass diese Basis billig und ziemlich durchsichtig ist. Ich bin persönlich verantwortlich für die Nominierung der Kandidaten. Die versiegelten Umschläge werden von mir während der offiziellen Verkündigungszeremonie am 1. April gelesen, während ich eine Augenbinde trage. Alle unbegründeten Ansprüche [auf den Preis] werden in bewährter parapsychologischer Weise wegdiskutiert, und die Ergebnisse werden sofort veröffentlicht, ohne sie in irgendeiner Weise zu überprüfen. Die Gewinner werden telepathisch benachrichtigt und es ist ihnen erlaubt, ihren Sieg im Voraus vorherzusagen.“

Der gebogene Löffel als Trophäe ist eine Anspielung auf Gellers angebliche Löffelbiegefähigkeiten. Das Logo von Randis Webseite, das beflügelte Schwein, wurde von der deutschen Künstlerin Jutta Degener 1996 geschaffen. Den Namen Pigasus wählte Randi aus verschiedenen E-Mail-Vorschlägen aus. Der Begriff ist ein Wortspiel, das sich aus dem Wort pig (englisch: Schwein) und dem mythologischen Pegasus zusammensetzt, und bezieht sich auf die Redewendung „wenn Schweine fliegen“.
1997 wurde der Uri Award wiederbelebt und offiziell in Pigasus Award umbenannt. Randi gab die Preisträger durch seinen Newsletter Swift bekannt. Randi bemerkte dazu:

“The awards are announced via telepathy, the winners are allowed to predict their winning, and the Flying Pig trophies are sent via psychokinesis. We send; if they don't receive, that's probably due to their lack of paranormal talent.”

„Die Preise werden mittels Telepathie verkündet, die Gewinner dürfen ihren Sieg vorhersagen, und die Fliegendes-Schwein-Trophäen werden mittels Psychokinese versandt. Wir senden sie; falls sie sie nicht erhalten, liegt das möglicherweise daran, dass ihnen das paranormale Talent fehlt.“

Die Pigasus-Awards werden nicht jedes Jahr verliehen. 1997, 1998, 2000 und 2002 wurden keine Gewinner bekannt gegeben.

## Kategorien
1. für den Wissenschaftler, der das Dümmste zu Parapsychologie in den letzten zwölf Monaten tat oder sagte
2. für die Organisation, welche die unnötigste Studie über Parapsychologie im letzten Jahr finanziert hat
3. für die Presse, welche die frevelhafteste parapsychologische Behauptung als Fakt publizierte
4. für das psychische Medium, das die meisten Menschen mit dem geringsten Aufwand in den letzten zwölf Monaten zum Narren gehalten hat
5. für das größte Durchhaltevermögen beim Verweigern der Realität

Die fünfte Kategorie wurde erst mit dem Pigasus Award 2005 eingeführt.

## Preisträger

### Wissenschaftler
- 1979 – William A. Tiller, der sagte, dass man, obwohl die Beweise für parapsychologische Phänomene sehr wacklig und von dubioser Herkunft sind, die Parapsychologie ernst nehmen sollte, weil es so viele Anhänger gibt.
- 1980 – Isaac Bashevis Singer, dafür, dass er sich dazu bekannte, an Dämonen zu glauben.
- 1981 – Charles Tart, dafür, dass er entdeckte, dass Ereignisse, die weiter in der Zukunft geschehen, schwerer vorherzusagen sind.
- 1996 – Edwin May, der das „remote viewing“-Projekt der CIA leitete.
- 1999 – Das Kansas State Board of Education, dafür, dass die Evolutionstheorie aus dem Lehrplan gestrichen wurde.
- 2001 – Gary Schwartz für seine Studien der Parapsychologie.
- 2003 – Der südafrikanische Gesundheitsminister Manto Tshabala-Msimang für die Befürwortung der Behandlung von AIDS mit alternativer Medizin.
- 2004 – Rogerio Lobo für die Unterzeichnung eines Dokuments mit dem Titel Beeinflusst Beten den Erfolg von In-vitro-Befruchtung?
- 2005 – Brenda Dunne, Leiterin des Princeton Engineering Anomalies Research
- 2006 – Rupert Sheldrake, Biologe, für seine Forschungen über das morphische Feld
- 2007 – Michael Behe, für sein Buch The Edge of Evolution: The Search for the Limits of Darwinism
- 2008 – Colin A. Ross, für die Behauptung, er könnte Radarstrahlen mit den Augen abschießen
- 2009 – Mehmet Oz, Kardiologe und Fernsehmoderator
- 2010 – NASA-Wissenschaftler Richard B. Hoover und das Journal for Cosmology, für die unbewiesene Behauptung, dass das Leben sich vor den ersten Sternen entwickelte, und sich auf Meteoren verbreitet hat
- 2011 – Daryl J. Bem
- 2012 – Stanislaw Burzynski

### Finanzierung
- 1979 – Die McDonnell Foundation, die 500.000 $ an die Washington University, St. Louis gab, um eine Studie über löffelbiegende Kinder durchzuführen.
- 1980 – Die Millennium Foundation, die 1.000.000 $ für parapsychologische Forschung bereitstellte. (Der Award wurde aberkannt, als die Stiftung entschied, das Geld für die Bohrung an einer „psychisch entdeckten“ Ölquelle einzusetzen, wobei sich herausstellte, dass es kein Öl gab)
- 1981 – Das Pentagon, das 6.000.000 $ ausgab, um zu untersuchen, ob das Verbrennen eines Fotos einer sowjetischen Rakete selbige zerstören würde.
- 1996 – Robert Bigelow für die Unterstützung von John E. Mack und Budd Hopkins und den Kauf einer „verfluchten Ranch“ in Utah, die bekannt für ihre „häufigen UFO-Attacken“ war.
- 1999 – Die Human Resources Administration der Stadt New York für das Umschulen von Sozialhilfeempfängern zu psychischen Medien.
- 2004 – Das United States Air Force Research Laboratory, das Eric David 25.000 $ dafür gab, „die Beförderung von Personen durch psychologische Methoden“ und „den Transport durch Paralleluniversen“ zu untersuchen.
- 2005 – Die Stadtverwaltung von Auckland, Neuseeland, die einer Stiftung für spirituelle Medien 1.800 $ zukommen ließ, um Einwohnern beizubringen, mit den Toten zu kommunizieren.
- 2006 – Templeton Foundation, für ihre Studie über effektives Beten
- 2007 – das Weiße Haus
- 2008 – Logan Craft, Walt Ruloff und John Sullivan, die Produzenten von Expelled: No Intelligence Allowed
- 2009 – Das irakische Innenministerium für die Verschwendung von 85.000.000 USD für ADE 651 (einer Art esoterischen „Sprengstoff-Aufspür-Gerätes“)
- 2010 – CVS/pharmacy, für ihre Unterstützung der Homöopathie
- 2011 – Syracuse University
- 2012 – Pumpkin Hollow Retreat Center

### Presse
- 1979 – Prentice-Hall und American International Pictures dafür, The Amityville Horror als wahre Geschichte zu bezeichnen.
- 1980 – Die Fernsehshow That's Incredible dafür, einen einfachen Zaubertrick als echte Magie zu bezeichnen. (Der Darsteller James Hydrick gab dies später zu)
- 1981 – Den Fernsehsender KNBC aus Los Angeles, weil er einen Bericht über den Tamara-Rand-Hoax (siehe Darsteller 1981) sendete, ohne vorher die Echtheit zu verifizieren.
- 1996 – Eine Anzahl von Medienvertretern wurde gemeinschaftlich für ihre Berichterstattung über den UFO-Absturz von Roswell ausgezeichnet
- 1997 – Der Doktor der Physik und Journalist Michael Guillen für seine dreiteilige Fernsehserie in „Good Morning America“, die unter anderem Astrologie, Telekinese und extrasensorielle Wahrnehmung zum Gegenstand hatte.[1][2]
- 2004 – Der Film What the Bleep Do We Know!?
- 2005 – Das ABC-Special über den brasilianischen Gedankenchirurgen João de Deus.
- 2006 & 2007 – Montel Williams, Talkshowmoderator für die Unterstützung des Mediums Sylvia Browne
- 2008 – Das Nachtprogramm des US Kabelfernsehens, für das Ausstrahlen von Werbung für pseudowissenschaftliche Produkte und Dienstleistungen insbesondere Enzyte
- 2009 – The Oprah Winfrey Show, für ihre Beeinflussung der amerikanischen Bevölkerung in paranormalen Fragen
- 2010 – Mehmet Oz. Oz ist damit die erste Person, die den Pigasus Award zwei Jahre hintereinander in zwei verschiedenen Kategorien erhielt
- 2011 – TLC
- 2012 – Syfy

### Darsteller
- 1979 – Philip Jordan, der vom Staatsanwalt von Tioga County (New York) angestellt wurde, um Geschworene nach ihrer Aura zu beurteilen.
- 1980 – Dorothy Allison, eine Hausfrau/Medium, die beauftragt wurde, eine Serie von Morden in Atlanta zu lösen. Sie versagte in allen Punkten, aber gab der Polizei 42 verschiedene Namen des Mörders an.
- 1981 – Tamara Rand, die behauptete, das Attentat auf Präsident Ronald Reagan vorhergesehen zu haben, tat dies aber erst einen Tag nach dem Zwischenfall.
- 1996 – Sheldan Nidle, der behauptete, das Ende der Welt wäre am 17. Dezember 1996, und später erklärte, dass das Ende der Welt gekommen wäre, wir es nur nicht bemerkt hätten.
- 1999 – Nostradamus
- 2001 – John E. Mack, für die Meinung, dass „spirituelle Transformations-Prozesse“ durch UFO-Entführungen ausgelöst werden
- 2003 & 2004 – Sylvia Browne, für die Behauptung, übernatürliche Kräfte zu besitzen und ein Medium zu sein, ohne den Beweis dafür anzutreten
- 2005 – Allison DuBois, Vorbild der NBC-Fernsehserie Medium – Nichts bleibt verborgen.
- 2006 – Uri Geller
- 2007 – Vincent Raven, Gewinner der Uri Geller Show.
- 2008 – Jenny McCarthy, für ihre Unterstützung der Theorie, dass zwischen der MMR-Kombinations-Impfung und Autismus ein Zusammenhang besteht
- 2009 – Chip Coffey, für seine Fernsehsendung Psychic Kids
- 2010 – Peter Popoff, Televangelist, für seine Praxis „übernatürlichen Ablasshandels“
- 2011 – Theresa Caputo
- 2012 – Alex Jones

### Realitätsverweigerer
- 2005 – Journal of Reproductive Medicine, für die Aufrechterhaltung des Artikels Beeinflusst Beten den Erfolg von In-vitro-Befruchtung?.
- 2008 – Kevin Trudeau, für das Verkaufen von „alternativer Medizin“ auf einem Teleshopping-Kanal
- 2009 – Scientology
- 2010 – Andrew Wakefield, für das unbelegte Herstellen eines Zusammenhangs zwischen der MMR-Kombinations-Impfung und Autismus, infolgedessen die Impfraten deutlich absanken
- 2011 – James Van Praagh
- 2012 – Mehmet Oz

## Belege
1. ↑  Leon Jaroff: Can We Trust the Cloning Journalist? (Memento des Originals vom 30. September 2007 im Internet Archive)  Info: Der Archivlink wurde automatisch eingesetzt und noch nicht geprüft. Bitte prüfe Original- und Archivlink gemäß Anleitung und entferne dann diesen Hinweis. In: Time. 10. Januar 2003.
2. ↑  Kenneth Chang, Jim Rutenberg: Reporter Becomes Actor In Human Clone Drama. (Seite nicht mehr abrufbar, festgestellt im Mai 2019. Suche in Webarchiven)  Info: Der Link wurde automatisch als defekt markiert. Bitte prüfe den Link gemäß Anleitung und entferne dann diesen Hinweis. In: The New York Times. 30. Dezember 2002.